# James Fisk (Politiker)

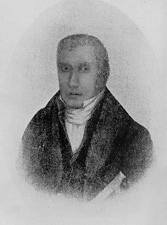
James Fisk

James Fisk (* 4. Oktober 1763 in Greenwich, Hampshire County, Province of Massachusetts Bay; † 17. November 1844 in Swanton, Vermont) war ein US-amerikanischer Jurist und Politiker, der den Bundesstaat Vermont in beiden Kammern des Kongresses vertrat.

## Leben
Fisk wurde in Massachusetts geboren und brachte sich sein schulisches Wissen selbst bei. Er kämpfte von 1779 bis 1782 im Unabhängigkeitskrieg und wurde 1785 in den Massachusetts General Court gewählt, das Parlament von Massachusetts. Im Jahr 1798 zog er nach Barre in Vermont, wo er in den Folgejahren als Rechtsanwalt arbeitete. Er zog im Jahr 1800 zum ersten Mal in das Repräsentantenhaus von Vermont ein, dem er bis 1805 angehörte. Später gehörte er diesem nochmals von 1809 bis 1810 und 1815 an. Als Demokratischer Republikaner wurde er zwischenzeitlich 1804 in das Repräsentantenhaus der Vereinigten Staaten gewählt und 1806 bestätigt, bei der Wahl 1808 unterlag er allerdings seinem Gegenkandidaten. Im Jahr 1811 wurde er erneut wiedergewählt, im Kongress war er Vorsitzender des Wahlausschusses.
Von 1815 bis 1816 fungierte er als Richter am Vermont Supreme Court. Bei der Wahl um die Nachfolge des zurückgetretenen US-Senators Dudley Chase konnte Fisk sich durchsetzen und wiederum in den Kongress einziehen. Er gehörte dem Senat der Vereinigten Staaten vom 4. November 1817 bis zum 8. Januar 1818 an, anschließend trat auch er vom Amt zurück.